# James Corden
James Kimberley Corden (London, 1978. augusztus 22. –)
Tony- és többszörös Primetime Emmy-díjas angol színész, humorista, énekes, író, producer és műsorvezető. Az Egyesült Államokban leginkább a The Late Late Show with James Corden műsorvezetőjeként ismerik, míg az Egyesült Királyságban a Gavin & Stacey című vígjátéksorozat egyik főszereplőjeként vált ismertté.
A Gavin & Stacey 2007-től 2010-ig futott. A műsor főszereplői Corden és Ruth Jones voltak. Corden a sorozat egyik írójaként is szolgált. Ezen kívül több filmben és tévésorozatban is szerepelt.

## Élete
Hillingdonban (Nagy-London) született, Margaret és Malcolm Corden gyermekeként. Apja zenész volt a Királyi Légierő zenekarában, később pedig keresztény könyveket és bibliákat árult. Anyja szociális munkás volt. 
A Buckinghamshire-i Hazzlemere-ben nőtt fel, és a Park Middle School, illetve a Holmer Green Upper School iskolákban tanult. Két nővére van.
Első színpadi szerepe 18 éves korában volt, a Martin Guerre című musicalben, amelyben egy sort kapott. Első tévés interjúja a BBC  Good Morning with Anne and Nick című reggeli műsorában volt, amelyben Meat Loaf-fal készített interjút.

## Hatásai
Elmondása szerint Graham Norton, Chris Evans, Jonathan Ross, Conan O’Brien, David Letterman és Stephen Colbert voltak rá a legnagyobb hatással.

## Magánélete
Dominic Cooper színész szobatársa volt. Cooper révén ismerte meg Julia Carey-t, aki később a felesége lett. 2012. szeptember 15.-én házasodtak össze. Három gyerekük született. A West Ham United szurkolója.
Los Angelesben él a családjával. Házai vannak a londoni Belsize Parkban és a Berkshire-i Wargrave-ben.

## Filmográfia

### Film
| Év   | Magyar cím                                                    | Eredeti cím                           | Szerep                      | Magyar hang           |
| ---- | ------------------------------------------------------------- | ------------------------------------- | --------------------------- | --------------------- |
| 1997 | Hétszer 24                                                    | Twenty Four Seven                     | Carl 'Tonka' Marsh          |                       |
| 1999 |                                                               | Whatever Happened to Harold Smith?    | Walter                      |                       |
| 2002 | Minden vagy semmi                                             | All or Nothing                        | Rory                        | Minárovits Péter      |
| 2002 | A szív és vidéke                                              | Heartlands                            | Shady                       | Gesztesi Máté         |
| 2005 | Az utolsó hóhér                                               | Pierrepoint                           | Kirky                       |                       |
| 2006 |                                                               | Heroes and Villains                   | Sam                         |                       |
| 2006 | Osztályon felül                                               | The History Boys                      | Timms                       | Elek Ferenc           |
| 2006 | A nagy kvízválasztó                                           | Starter for 10                        | Tone                        | Katona Zoltán         |
| 2008 | Hogy veszítsük el barátainkat és idegenítsük el az embereket? | How to Lose Friends & Alienate People | felülvizsgálati személy     |                       |
| 2009 | Leszbikus vámpírok gyilkosai                                  | Lesbian Vampire Killers               | Fletch                      | Minárovits Péter      |
| 2009 |                                                               | Telstar                               | Clem Cattini                |                       |
| 2009 | Rockhajó                                                      | The Boat That Rocked                  | Bernard (törölt jelenet)    |                       |
| 2009 | 51-es bolygó                                                  | Planet 51                             | Vernkot katona (hangja)     | Fesztbaum Béla        |
| 2010 | Gulliver utazásai                                             | Gulliver's Travels                    | Jinks                       | Elek Ferenc           |
| 2010 | Egyesült állatok                                              | Animals United                        | Billy, a szurikáta (hangja) | Gubányi György István |
| 2011 | A három testőr                                                | The Three Musketeers                  | Planchet                    | Elek Ferenc           |
| 2013 | A hang ereje                                                  | One Chance                            | Paul Potts                  | Elek Ferenc           |
| 2013 | Szerelemre hangszerelve                                       | Begin Again                           | Steve                       | Szvetlov Balázs       |
| 2014 | Vadregény                                                     | Into the Woods                        | The Baker                   | Elek Ferenc           |
| 2015 |                                                               | Kill Your Friends                     | Waters                      |                       |
| 2015 | A kertbérlő                                                   | The Lady in the Van                   | Utcai kereskedő             | Vári Attila           |
| 2016 | Norm, az északi                                               | Norm of the North                     | Laurence (hangja)           | Kardos Róbert         |
| 2016 | Trollok                                                       | Trolls                                | Biggie (hangja)             | Elek Ferenc           |
| 2017 | Az Emoji-film                                                 | The Emoji Movie                       | Hi-5 (hangja)               | Elek Ferenc           |
| 2018 | Nyúl Péter                                                    | Peter Rabbit                          | Nyúl Péter (hangja)         | Elek Ferenc           |
| 2018 | Ocean’s 8 – Az évszázad átverése                              | Ocean's 8                             | John Frazier                | Elek Ferenc           |
| 2018 | Apróláb                                                       | Smallfoot                             | Percy Patterson (hangja)    | Jéger Zsombor         |
| 2019 | Yesterday                                                     | Yesterday                             | önmaga                      | Elek Ferenc           |
| 2019 | Macskák                                                       | Cats                                  | Bustopher Jones             | Elek Ferenc           |
| 2020 | Trollok a világ körül                                         | Trolls World Tour                     | Biggie (hangja)             | Elek Ferenc           |
| 2020 | Szuperagy                                                     | Superintelligence                     | Szuperagy (hangja)          | Elek Ferenc           |
| 2020 | The Prom – A végzős bál                                       | The Prom                              | Barry Glickman              | Elek Ferenc           |
| 2021 | Nyúl Péter 2. – Nyúlcipő                                      | Peter Rabbit 2: The Runaway           | Nyúl Péter (hangja)         | Elek Ferenc           |
| 2021 | Hamupipőke                                                    | Cinderella                            | James                       | Elek Ferenc           |
| 2025 | A hupikék törpikék                                            | Smurfs                                | Névtelen törp (hangja)      | Jéger Zsombor         |

## Könyvei
- Corden, James. May I Have Your Attention, Please?: The Autobiography. London: Century (2011). ISBN 978-1846059353. OCLC 751720297